# Ra'anana
Ra'anana (en hebreo: רַעֲנָנָה, lit. "fresca") es una ciudad del Distrito Central de Israel con una población de 79.600 habitantes, en el sur de la llanura de Sharon. Raanana es bordeada por Kfar Saba en el este y en el oeste por Herzliya. Ha sido nominada como la ciudad de más alta calidad de vida en Israel y la ciudad más segura en el Oriente Medio.

## Historia
En julio de 1912 se estableció "Ahuza Alef New York" en Nueva York, una de las varias sociedades formadas en los Estados Unidos para comprar tierras en Israel y establecer allí colonias agrícolas judías.Se puso el nombre de la sociedad a la calle principal de la ciudad, Ahuza.
En 1921 se decidió establecer el asentamiento y el 2 de abril de 1922, el primer grupo de pioneros de los Estados Unidos y Canadá, que contó con cinco miembros de la "Sociedad Ahuza", tres trabajadores y dos guardias armados, se establecieron en una tienda de campaña. En sus primeros días, la tierra se llamó "Raananya", pero para tener un nombre más hebreo le pusieron "Raanana".

## Demografía
Ra'anana cuenta con una gran población de habla inglesa. El número de inmigrantes franceses también está en aumento.

## Industria y Comercio

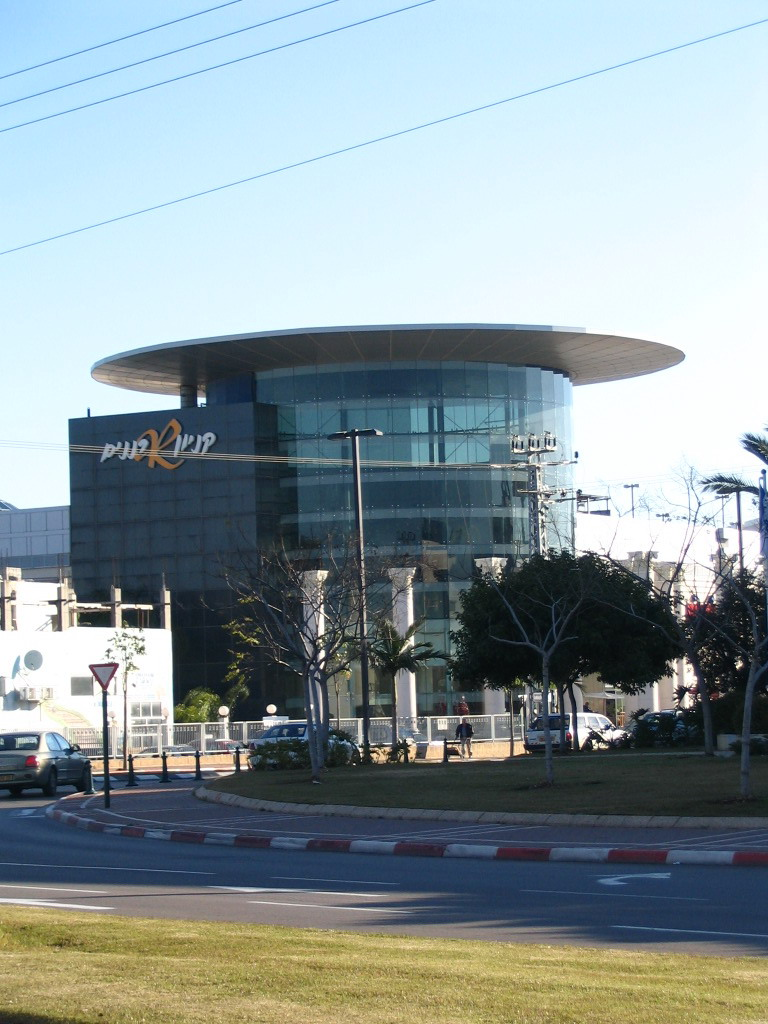
Centro Comercial Rananim en Ra'anana.

Ra'anana cuenta con una zona industrial en el norte de la ciudad, donde se encuentra el Centro Comercial Rananim y muchas empresas de high-tech, entre ellas Emblaze, Hewlett-Packard, NICE Systems, Texas Instruments y SAP. También se encuentran en esta ciudad la sede central de Microsoft en Israel y de Amdocs en un importante complejo de oficinas al este de la misma, cerca del Cruce Ra'anana.
La calle Ahuza es la vía principal, atravesando la ciudad de este a oeste y está bordeada de tiendas, restaurantes y un importante centro cultural.

## Educación
La ciudad cuenta con 12 escuelas primarias y 10 escuelas de educación secundaria. El nivel de educación en Ra'anana es considerado uno de los más altos de Israel. También cuenta con un nivel de educación especial para alumnos dotados y para estudiantes con diferentes discapacidades como el autismo.

## Parques y museos

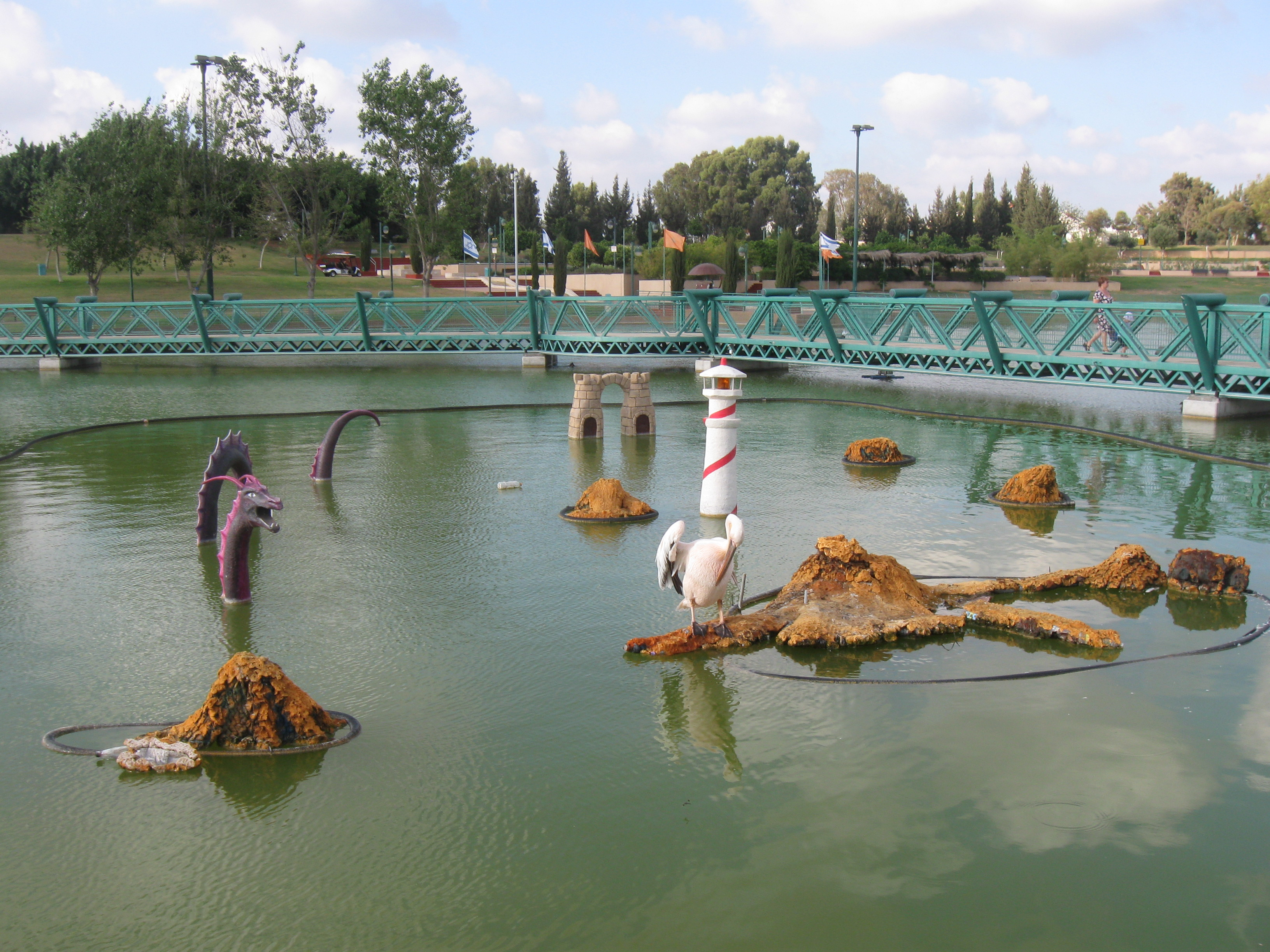
Lago del parque de Ra'anana.

El parque de Ra'anana es el mayor parque urbano en la zona del Sharon. El parque fue creado para el beneficio y placer de los residentes de Ra'anana y los visitantes de la ciudad. El Municipio de Ra'anana invirtió un gran presupuesto para la creación del parque y continúa invirtiendo en su desarrollo.
Los empleados y la administración velan por su limpieza y mantenimiento, así como la seguridad de sus instalaciones para el bienestar de sus visitantes, que ofrece infinidad de posibilidades para el descanso y la relajación, paseos peatonales y carriles de bicicleta, así como las actividades en los campos deportivos y una visita al zoológico con su rincón donde los niños pueden tocar ciertos animales. 
Además, el parque ofrece un hermoso lago. Su forma de trébol es una reminiscencia al emblema de la ciudad de Raanana. Hay dos fuentes en el lago y los peatones pueden cruzarlo a través de un puente. El lago está rodeado de jardines especiales, y hay caminos agradables de sombra al lado del mismo. También hay un pequeño restaurante y galería de arte a su lado.
Los fundadores del museo presentan la historia y el estilo de vida de los colonos originales de Ra'anana, a partir de la llegada de la Ahuza Alef (a principios del siglo XX) hasta que Ra'anana se convirtió en un municipio en 1936.

## Religión
Aunque la mayoría de los residentes son seculares, en Ra'anana, hay una importante minoría religiosa, principalmente de judíos ortodoxos modernos, muchos de los cuales son olim (inmigrantes), en particular de los Estados Unidos, Reino Unido, Sudáfrica y Francia. Hay un gran número de sinagogas en todo Ra'anana, principalmente en el este y centro de la ciudad y también hay una pequeña comunidad jasídica la "Hasidic Clevelander Hasidim" dirigida por el Clevelander Rebbe de Ra'anana, el rabino Yitzchak Rosenbaum. El gran rabino de la ciudad es el rabino Yitzhak Peretz.

## Deportes
El principal club de fútbol de la ciudad es Hapoel Ra'anana F.C.. En baloncesto, la ciudad está representada por el Bnei Hasharon. Con una gran población de inmigrantes de América, el Ra'anana Express es el primer equipo en la Liga de Béisbol Israelí.

## Alcaldes
- Baruch Ostrovsky (1936-1959)
- Michael Pasweig (1959-1970)
- Yitzhak Skolnik (1970-1980)
- Benyamin Wolfovich (1980-1989)
- Nahum Hofree (2005 - 2013)
- Zeev Bielski (1989-2005, 2013 - actualidad)

## Ciudades hermanadas
Ra'anana mantiene relación estrecha y de largo plazo con sus ciudades hermanas de todo el mundo. Estos lazos de amistad sirven para promover un mayor contacto entre los pueblos del mundo y Ra'anana. Los intercambios recíprocos en todos los niveles de la vida municipal - incluida la administración, la educación, el deporte, la cultura y el comercio - la profundización de los lazos para el beneficio mutuo de cada ciudad.
- - Opsterland (Países Bajos), desde 1963 (también una céntrica calle de la ciudad se llama "Opsterland").[7]
- - Bramsche (Alemania), desde 1978.[7]
- - Boulogne-Billancourt (Francia), desde 1994.[7]
- - Verona (Italia), desde 1998.[7]
- -  Tainan (Taiwán), desde 1999.[7]
- - Atlanta (Estados Unidos), desde 2001.[7]
- - Goslar (Alemania), desde 2006 (Acuerdo de amistad).[7]